# NGC 5223
NGC 5223 ist eine 12,7 mag helle Elliptische Galaxie vom Hubble-Typ E im Sternbild Jagdhunde. Sie ist schätzungsweise 324 Millionen Lichtjahre von der Milchstraße entfernt und hat einen Durchmesser von etwa 145.000 Lj.
Das Objekt wurde am 1. Mai 1785 von Wilhelm Herschel mit einem 18,7-Zoll-Spiegelteleskop entdeckt, der sie dabei mit „Two. Both vF, vS. A star between them about half way“ beschrieb. Bei dem anderen genannten Objekt handelt es sich um NGC 5228.